# 橋本敬太郎
橋本 敬太郎（はしもと けいたろう、1941年 - ）は、日本の薬理学者。山梨大学名誉教授。横浜薬科大学薬学部臨床薬学科／臨床薬理学研究室（教授）。専門分野は循環薬理学、抗不整脈薬、強心薬、疾患モデル、安全性薬理。学位は、医学博士（東北大学）。学位論文の題は「The mechanism of sensitization of the ventricle to epinephrine by halothane/Cardiac irregularities induced by intracolonary injection of epinephrine and acetylcholine into various portions of the canine ventricle(ハローセンによるアドレナリン心筋感受性増大の機序について/犬心室局所動脈内投与によるアセチールコリン及びアドレナリンによる不整脈発生機序について)」。1965年東京大学医学部医学科卒業。

## 家族・親族

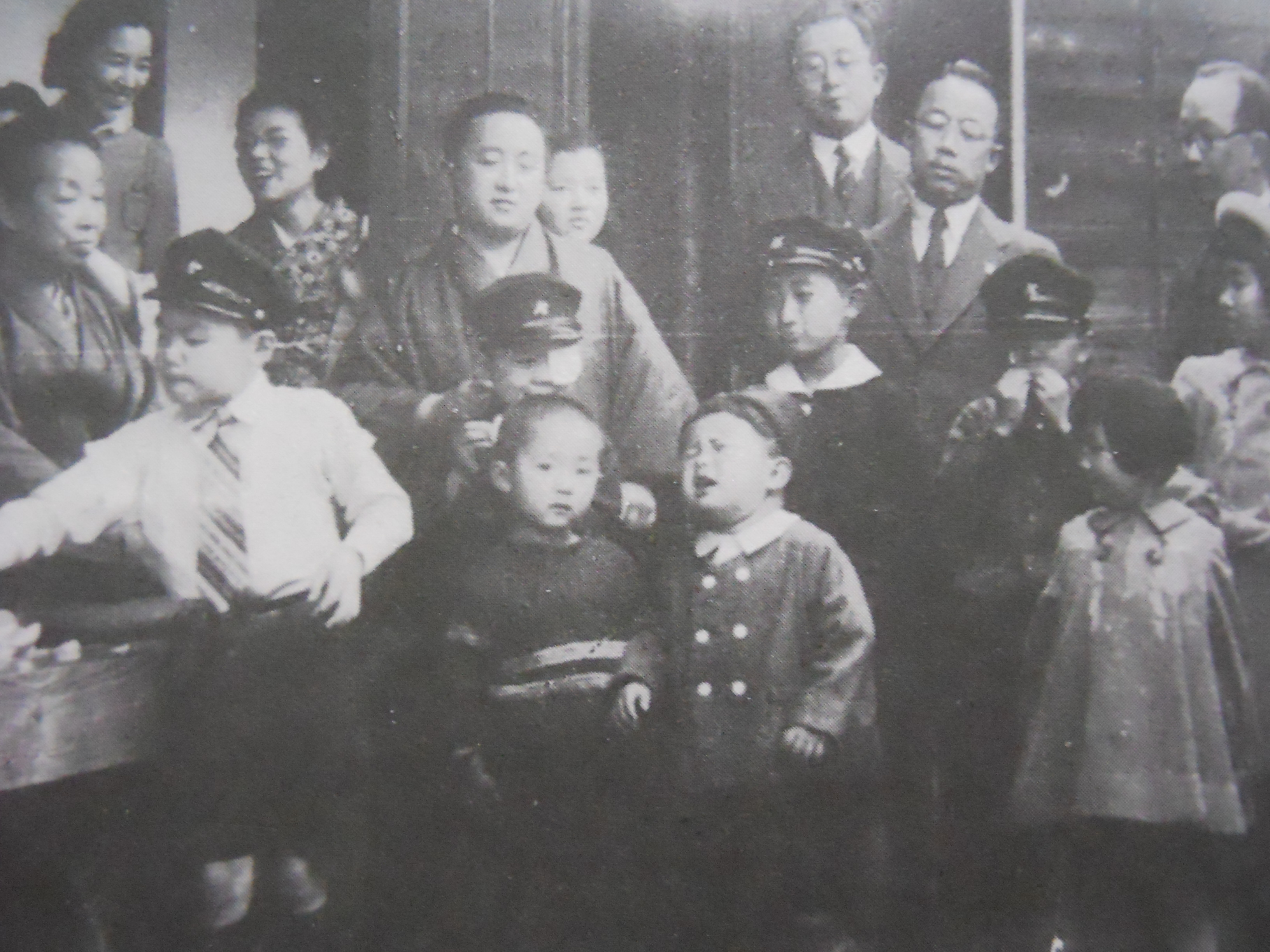
橋本家の人々、昭和16年（1941年））

祖父は大日本麦酒の常務を務めた実業家の橋本卯太郎。父は東北大学教授を務めた薬理学者の橋本虎六。伯父（父の兄）に橋本宇一（金属工学者）、橋本宙二（海軍軍人、実業家）、橋本乾三（検事、認証官）、橋本龍伍（大蔵官僚、政治家）らがいる。従兄弟には内閣総理大臣を務めた橋本龍太郎、高知県知事を務めた橋本大二郎、外交官の橋本宏、ジャーナリストの橋本明、実業家の橋本實らがいる。伯父（母の兄）は寄生虫学者、衛生動物学者の佐々学。曾祖父は衛生学者、細菌学者の緒方正規。

## 主要研究業績
- 疾患動物モデルを用いた抗不整脈薬の分類[1]
- 新規抗不整脈薬の薬効、副作用解析[1]
- 抗不整脈薬の心筋イオンチャネルに対する作用[1]
- 強心薬の催不整脈作用[1]
- QT延長薬の催不整脈作用の評価方法の開発[1]